# Breinigerberg
Breinigerberg je jedno od 17 naselja koja pripadaju gradu Stolbergu u okrugu Aachen, u njemačkoj pokrajini Sjeverna Rajna-Vestfalija. Blizu je parka prirode Nordeifel, šumskog područja u Njemačkoj, Belgiji i Nizozemskoj. Prema popisu iz 2005. godine naselje ima 971 stanovnika.
Državna cesta L12 povezuje Breinigerberg s Breinigom na zapadu i s križanjem "Nachtigällchen" blizu Mausbacha na istoku. U okolici su bili rudnici mjedi, koji datiraju još od rimskog vremena, a danas se više ne iskorištavaju već su sastavni dio parka prirode.
Među glavne znamenitosti Breinigerberga spada i sajam, koji se održava tjedan dana nakon Duhova.

## Vanjske poveznice
- Breinig + Breinigerberg (njem.)
- Breinigerberg  Arhivirana inačica izvorne stranice od 22. lipnja 2020. (Wayback Machine) (njem.)